# Ford Mustang: The Legend Lives
Pour les articles homonymes, voir Ford Racing.
 (juin 2021).
La mise en forme du texte ne suit pas les recommandations de Wikipédia : il faut le « wikifier ».
Les points d'amélioration suivants sont les cas les plus fréquents. Le détail des points à revoir est peut-être précisé sur la page de discussion.
- Les titres sont pré-formatés par le logiciel. Ils ne sont ni en capitales, ni en gras.
- Le texte ne doit pas être écrit en capitales (les noms de famille non plus), ni en gras, ni en italique, ni en « petit »…
- Le gras n'est utilisé que pour surligner le titre de l'article dans l'introduction, une seule fois.
- L'italique est rarement utilisé : mots en langue étrangère, titres d'œuvres, noms de bateaux, etc.
- Les citations ne sont pas en italique mais en corps de texte normal. Elles sont entourées par des guillemets français : « et ».
- Les listes à puces sont à éviter, des paragraphes rédigés étant largement préférés. Les tableaux sont à réserver à la présentation de données structurées (résultats, etc.).
- Les appels de note de bas de page (petits chiffres en exposant, introduits par l'outil «  Source ») sont à placer entre la fin de phrase et le point final[comme ça].
- Les liens internes (vers d'autres articles de Wikipédia) sont à choisir avec parcimonie. Créez des liens vers des articles approfondissant le sujet. Les termes génériques sans rapport avec le sujet sont à éviter, ainsi que les répétitions de liens vers un même terme.
- Les liens externes sont à placer uniquement dans une section « Liens externes », à la fin de l'article. Ces liens sont à choisir avec parcimonie suivant les règles définies. Si un lien sert de source à l'article, son insertion dans le texte est à faire par les notes de bas de page.
- La présentation des références doit suivre les conventions bibliographiques. Il est recommandé d'utiliser les modèles {{Ouvrage}}, {{Chapitre}}, {{Article}}, {{Lien web}} et/ou {{Bibliographie}}. Le mode d'édition visuel peut mettre en forme automatiquement les références.
- Insérer une infobox (cadre d'informations à droite) n'est pas obligatoire pour parachever la mise en page.

Pour une aide détaillée, merci de consulter Aide:Wikification.
Si vous pensez que ces points ont été résolus, vous pouvez retirer ce bandeau et améliorer la mise en forme d'un autre article.
Ford Mustang : The Legend Lives est un jeu vidéo de course développé par Eutechnyx et édité par 2K Games pour PlayStation 2 (PS2) et Xbox. Il fait partie de la série Ford Racing, à la suite de Ford Racing 3. Le jeu est sorti aux États-Unis le 19 avril 2005, et a reçu des critiques mitigées. C'est le premier jeu Ford Racing à ne pas sortir sur PC.

## Système de jeu
Le jeu propose 40 véhicules Ford Mustang jouables, y compris des modèles de production, de concept et de course, allant de 1964 à 2005. Le jeu comprend 22 pistes de course réparties dans sept villes américaines, dont Chicago, Miami, New York et San Francisco ,,.
Le jeu propose trois modes solo : Carrière, Arcade et Défi,. En mode Carrière, le joueur crée une Ford Mustang personnalisée avec laquelle concourir contre les autres. Pour gagner des courses, le joueur reçoit de l'argent qui peut être utilisé pour améliorer des pièces du véhicule. Le mode Arcade propose diverses courses, dont la plupart sont des défis de temps. En mode Challenge, le joueur affronte d'autres pilotes dans divers événements de course, qui incluent des défis de temps, et franchissent les portes sans s'écraser tandis que les pilotes rivaux tentent de perturber l'objectif du joueur. Le jeu propose également plusieurs modes à deux joueurs.

## Accueil
Sur le site Metacritic, la version PS2 détient un score de 58, tandis que la version Xbox a reçu un score de 55, indiquant toutes deux des « critiques mitigées ou moyennes » ,.
Gord Goble de GameSpot a examiné la version PS2 et a critiqué ses commandes, ses graphismes et son mode Carrière. Le magazine officiel Xbox considérait le jeu comme un « jeu de course décent et bien conçu » et écrivait que son sujet pouvait avoir un attrait limité. Graham Darko de Xbox World Australia pensait que le jeu ne plairait qu'aux fans de Mustang et a noté qu'il y avait de meilleurs jeux disponibles qui présentent ce genre de véhicule. 
Heather Newman de Detroit Free Press a examiné la version Xbox et a estimé que les véhicules ne roulaient pas comme de vraies Mustang. Cependant, elle a noté que les commandes semblaient décentes et que le jeu offrait une bonne quantité de divertissement. GameZone a fait l'éloge des graphismes et des effets sonores de la version Xbox. Joe Ropeti de Gamesplanet a examiné la version Xbox et a critiqué son intelligence artificielle et son gameplay obsolète comme indigne de l'héritage Mustang.
Brent Soboleski de TeamXbox a fait l'éloge du mode Carrière et de l'abondance de véhicules et de pistes de course, mais a critiqué le manque de Xbox Live et de bandes sonores personnalisables du jeu, deux fonctionnalités présentes dans le prédécesseur du jeu, Ford Racing 3 . Mike Willcox du Sydney Morning Herald a critiqué la valeur de rejouabilité du jeu, les graphismes obsolètes, la bande-son médiocre, la mauvaise simulation physique. Il n'a également noté aucune pénalité pour dommages à la voiture pour conduite imprudente.